# 成漢強
成漢強，SBS，MH（1948年—），香港商人，生於西貢區孟公屋村的新界原居民，曾任西貢區議會當然議員及副主席、坑口鄉事委員會主席、鄭植之中學校董、選舉委員會委員。
2018年12月鄉委會換屆，成不再尋求連任主席，連帶其區議會職務亦放下。

## 榮譽
- 榮譽勳章 (1999年)
- 銅紫荊星章 (2008年)
- 銀紫荊星章 (2019年)[2]